# Bigówka

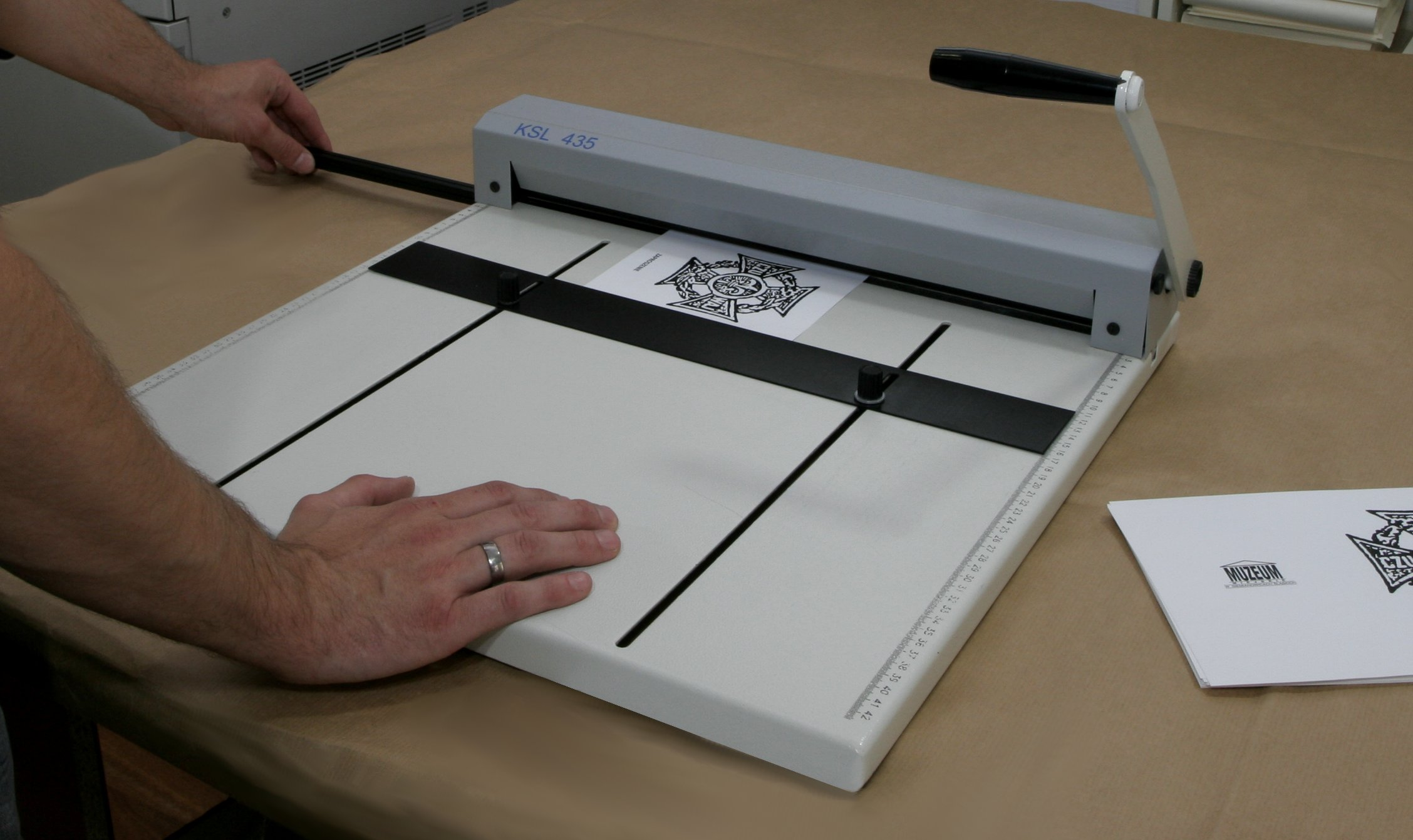
Bigówka ręczna

Bigówka lub przegniatarka – maszyna introligatorska przeznaczona do bigowania (przegniatania, wygniatania, rylowania) okładek miękkich i wyrobów galanterii introligatorskiej. Podstawowym elementem bigówki jest czterokanałowa wkładka przegniatająca, umocowana w górnej ruchomej stalowej belce, złączonej z korbowodami. Zależnie od grubości wytworów papieru ustawia się w położeniu roboczym jeden z czterech kanałów wkładki; big (przegniecenie) powstaje po dociśnięciu wytworu papieru do dolnego noża. Bigówka sterowana jest elektrycznie, za pomocą pedału i obsługiwana przez jednego siedzącego pracownika.